# Eisenburg (Memmingen)

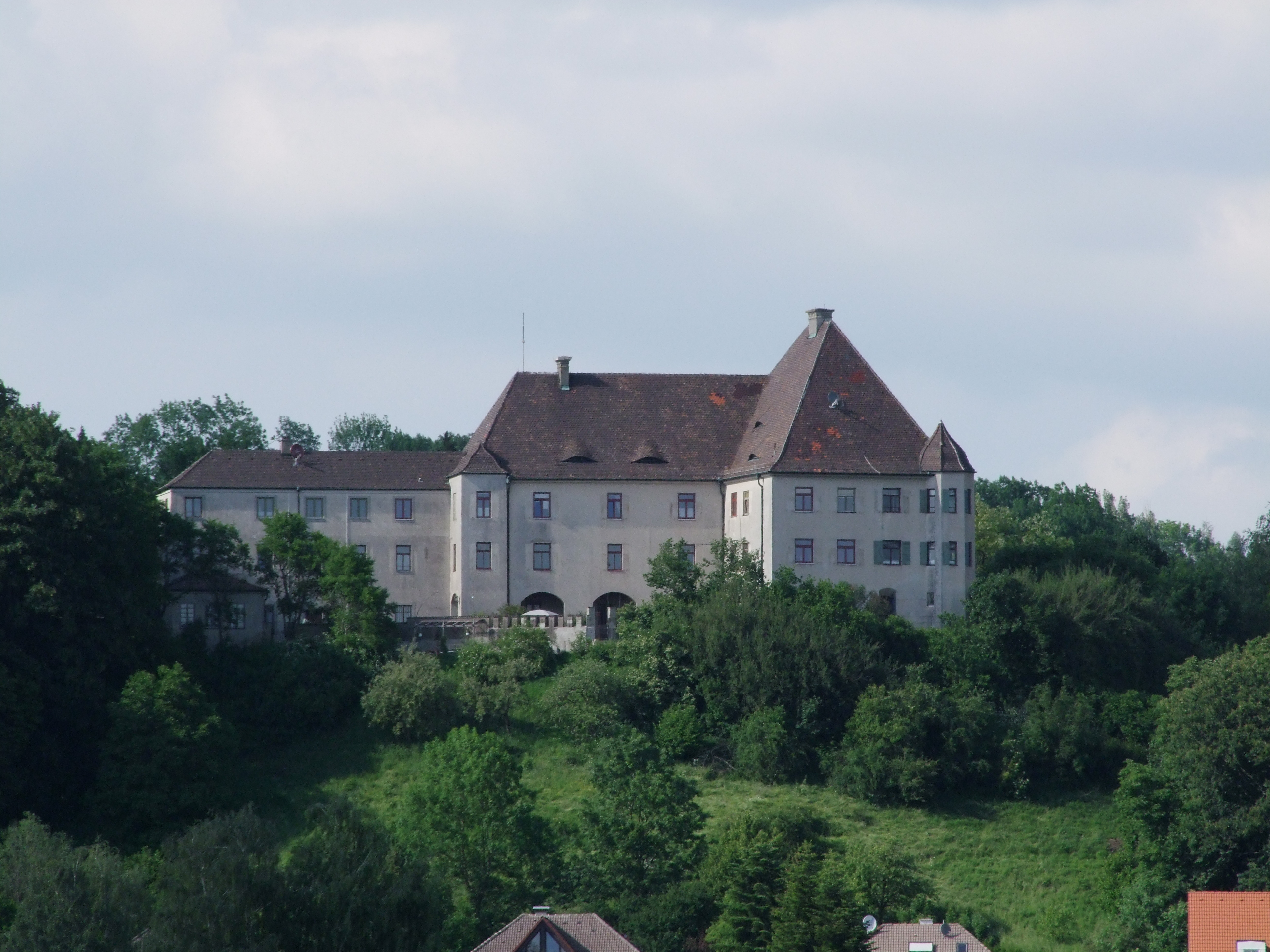
Das Eisenburger Schloss

Eisenburg ist ein Dorf und Ortsteil der kreisfreien Stadt Memmingen im bayerischen Regierungsbezirk Schwaben.

## Lage
Der Ortsteil liegt etwa drei Kilometer von der Kernstadt entfernt. Der Ortsteil Amendingen liegt dazwischen. Zwei Straßen über Trunkelsberg und Amendingen verbinden den Ortsteil mit Memmingen.

## Name
Da der Berg, auf dem die Eisenburg steht, eisenhaltig ist und auch die Quellen eisenhaltiges Wasser abgeben, liegt die Vermutung nahe, dass dieser Berg schon in der Frühzeit Eisenberg (Isenperch) genannt wurde. Die Burg wurde dann vermutlich Isenbergburg genannt. Dieses dreistämmige Wort wurde, so Julius Miedel, nach bekanntem Muster gekürzt. Das helle î anstelle des jetzigen ei wandelte sich in Oberschwaben ungefähr zu Beginn des 15. Jahrhunderts in den Diphthong.

## Geschichte
Die nachweisbare Geschichte Eisenburgs beginnt 1208 mit der ersten urkundlichen Nennung des Dorfes. Allerdings wurden auch Alemannengräber auf den Fluren des Ortes gefunden. Eines davon ist auf dem Waldfriedhof Memmingen ausgestellt. Diese und weitere vorgeschichtliche Funde weisen auf eine Ansiedlung in vorrömischer Zeit hin.
Eisenburg war das Hauptdorf der gleichnamigen Herrschaft, zu der Amendingen, Dickenreishausen, Trunkelsberg, Schwaighausen und die Weiler Grünenfurt, Ober- und Unterhart gehörten. Bis das Geschlecht 1455 ausstarb, war es der alleinige Grundherr des Dorfes. Danach kam es in viele Hände, meist aber übten Memminger Patrizierfamilien die Herrschaft aus. Um den Burgberg entstand im 12. Jahrhundert der Kern des Dorfes, bestehend aus Herrschafts-, Verwaltungs-, Gerichts- und Schulgebäude, Gastwirtschaft und zwei Höfen, die beide zur Schlossherrschaft gehörten. Bis 1803 war das Dorf zersplittert, da Gehöfte und Häuser vielen verschiedenen Grundherren gehörten.
Die Schlossanlage, die das Dorf überragt, stammt aus dem Jahr 1567 und wurde innerhalb einer alten Fliehburg errichtet. Das Schloss wurde im Dreißigjährigen Krieg zerstört und 1653 wieder erbaut. In der Silvesternacht 1926/27 brannte das Schloss aus und wurde in der heutigen schlichten Form wieder aufgebaut. Befestigungsgräben und Rondell-Aufschüttungen sind noch deutlich zu erkennen.
Heute ist Eisenburg ein beliebter Siedlungsort mit großen Neubaugebieten. Die Hänge südlich des Schlosses sind inzwischen vollständig bebaut. Nach Ende des Zweiten Weltkriegs stieg die Anzahl der Einwohner von 1950 bis 1969 von 361 auf 633. Inzwischen sind es 1427 Einwohner (Stand 2007). Die Gemeinde wurde am 1. Juli 1976 im Zuge der Gemeindegebietsreform nach Memmingen eingemeindet.

## Wappen
Beschreibung: In Blau eine silberne Burg mit offenem Tor, zwischen den beiden Zinntürmen schwebend ein goldenes Hufeisen.

## Kirche
Kirchlich gehört das Dorf zum Nachbarortsteil Amendingen. Gottesdienste werden in der kleinen St.-Nepomuk-Kapelle jeden zweiten Sonntag und mittwochs abgehalten. Die Kapelle wurde 1747 anstelle einer ruinösen Kapelle im Barockstil erbaut. An Besonderheiten enthält sie ein Maria-maior-Bild des Malers Huber aus Weißenhorn nach dem Vorbild von Maria Schnee, ein Bild des Jesuskindes, das heimatvertriebene Glasbläser aus ihrer Heimat Český Krumlov mitgebracht hatten und eine Muttergottesstatue von 1420.

## Vereine
Das Vereinsleben von Eisenburg ist rege. Es gibt unter anderem die Freiwillige Feuerwehr, einen Rad- und Sportverein, einen Schützenverein (Luftpistole und Gewehr) und weitere, meist kleinere Vereine.

## Freiwillige Feuerwehr
Die Ortschaft Eisenburg besitzt seit dem 14. August 1887 eine eigene Freiwillige Feuerwehr, die seit der Eingemeindung zu den Feuerwehren der Stadt Memmingen gehört. Die Mannschaftsstärke beträgt 35 aktive Feuerwehrmänner, davon sind 16 ausgebildete Atemschutzgeräteträger. Das Feuerwehrhaus einschließlich Vereinsheim befindet sich in der Trunkelbergerstraße neben der Eisenburger Kapelle und beherbergt das Einsatzfahrzeug, ein Löschgruppenfahrzeug LF 10/6 mit dem Funkrufnamen Florian Eisenburg 43/1. Die Mannschaft ist in zwei Gruppen eingeteilt. Die Feuerwehr Eisenburg stellt außerdem für die Ausbildung in der Hauptwache der Feuerwehr Memmingen Atemschutz- und Maschinistenausbilder. Seit 2001 besteht auch eine Jugendfeuerwehr, die mit zehn Jugendlichen regelmäßig an Übungen, Wettkämpfen und Gemeinschaftsveranstaltungen teilnimmt.